# LXVI. Armeekorps (Wehrmacht)
Das LXVI. Armeekorps war ein Armeekorps der deutschen Wehrmacht im Zweiten Weltkrieg. Es entstand im August 1944 aus dem am 24. September 1942 gebildeten LXVI. Reservekorps.

## Geschichte
Das Generalkommando LXVI. Reservekorps wurde am 21. September 1942 im Wehrkreis IX (Kassel) aufgestellt, welches zur Führung von Reservedivisionen beim Oberbefehlshaber West vorgesehen war.
Generalleutnant Erich Marcks wurde am 25. September 1942 zum Kommandierenden General des LXVII. Reservekorps ernannt, was er nur kurz bis Anfang Oktober 1942 blieb. Ab Oktober 1942 war das Reservekorps zur Verfügung der Heeresgruppe D gesetzt und in Clermont-Ferrand stationiert.
Am 12. November 1942 übernahm General der Infanterie Baptist Knieß das Kommando über das Reservekorps. Unter seinem Kommando wurde das Korps auch Korps Knieß oder Generalkommando Knieß genannt. Mit Verfügung vom 25. Februar 1943 stellte das LXVI. Reservekorps das Generalkommando LXXVI. Armeekorps auf. Nachdem das LXVI. Reservekorps bereits im Juni 1943 eine neue Feldpostnummer erhalten hatte, wurde es am 5. August 1944 in das LXVI. Armeekorps umbenannt. Die 159. Reserve-Division war von September 1943 bis Februar 1944 dem Korps unterstellt. Von Mai bis Juli 1944 kam das Reservekorps zur Verfügung der Heeresgruppe G und anschließend bis September 1944 wieder zur Heeresgruppe D zurück. Im September 1944 war das Armeekorps in der Heeresgruppe G bei der 19. Armee in den Vogesen eingesetzt und war bis Ende des Jahres 1944 in der Heeresgruppe B bei der 7. Armee. Zu dieser Zeit kämpfte das Armeekorps in der Eifel und blieb bis April 1945 bei der Heeresgruppe B. Das Korps nahm ab Januar 1945 als Teil der 6. Panzerarmee an der Ardennenoffensive teil. Von Februar bis März 1945 war das Korps Teil der 5. Panzerarmee in der Eifel, und im April 1945 der 11. Armee, wieder bei der Heeresgruppe D. Im März 1945 war das Korps mit der 5. Fallschirmjäger-Division unterstellt in der Operation Lumberjack eingesetzt. Das Korps kämpfte ab April 1945 an der Weser und später im Harz.

## Gliederung
- Arko 466
- Korps-Nachrichten-Abteilung 1066, ab April 1944 Korps-Nachrichten-Abteilung 466
- Korps-Nachschubtruppen 466

## Kommandierende Generale
- Generalleutnant Erich Marcks, Aufstellung – 1. Oktober 1942
- General der Infanterie Baptist Knieß, 12. November 1942 – 10. Mai 1943
- Generalleutnant Otto Roettig, 10. Mai 1943 – 15. Juni 1943
- General der Infanterie Baptist Knieß, 15. Juni 1943 – 7. September 1943
- General der Infanterie Wilhelm Wetzel, 7. September 1943 – 20. Dezember 1943
- General der Artillerie Walther Lucht, 20. Dezember 1943 – 18. Februar 1945
- Generalleutnant Hermann Emil Flörke, 18. Februar 1945 – 21. April 1945